# 太田谷山
太田谷山（おおた こくざん、1925年12月6日 - 2011年4月19日）は長野県岡谷市出身。書家、教育者。本名は太田正二。
雅号の"谷山"は、出身地岡谷市(岡→山と谷)を由縁とする(上條信山)。

## 経歴
長野県諏訪中学校（現・長野県諏訪清陵高等学校・附属中学校）を経て、中央大学法学部卒業。文部省・東京芸術大学共催高校書道科教員養成長期講座修了。金子鷗亭、上條信山、續木湖山、清水無儘に師事。
1950年から1984年にかけて長野県内高等学校にて社会科・書道科教諭として勤務。多数の役職を務め、県下を中心に書道教育を牽引した。また自身も研鑽に励み、日中友好書道で訪中(1978年)する等、書道による海外交流にも積極的に励んだ。
退職後は諏訪地域中心に生涯教育に力を入れ、各書道展審査員を精力的に務める等、引続き書道の普及に尽力した。市立岡谷美術考古館に作品収蔵。現在も諏訪地域の高等学校等に作品が多数掲示される。

## 役職
- 毎日書道展審査会員
- 創玄書道展審査員
- 日本国際書法連盟常任理事
- 日本刻字協会理事
- 長野県書道展運営委員・審査員
- 岡谷市 功労賞